# Responsorium pauperum Cristi sociorum et victorum militum scholasticorum strenuissimorum pasanych kokoszymi jelity Anno 1510 Salutis
Responsorium pauperum Cristi sociorum et victorum militum scholasticorum strenuissimorum pasanych kokoszymi jelity Anno 1510 Salutis (Responsorium ubogich towarzyszy Chrystusa i wielce dzielnych zwycięzców wojska scholastycznego, pasowanych [na rycerzy] kokoszymi jelitami Roku Pańskiego 1510, także: Piosenka z prośbą o wsparcie, inc. Defectus misit nos ad vos) – anonimowa średniowieczna piosenka żakowska w języku łacińskim.
Piosenka ma charakter satyryczny, stanowi parodię responsorium – rodzaju pieśni liturgicznej. Ukazuje nędzę średniowiecznych scholarów, stara się nakłonić odbiorcę do ich wsparcia finansowego, a poprzez tytuł informuje o zwyczaju pasowania żaków na rycerzy.
Utwór składa się z dwóch dwuwersowych zwrotek i powtórzonego dwukrotnie jednowersowego refrenu. Tekst zapisano w 1510 r., dołączono do niego zapis nutowy. Piosenkę odnaleziono w Bibliotece Seminarium Duchownego w Kielcach. Jej odkrycie ogłosił w "Pamiętniku Literackim" Henryk Kowalewicz (artykuł Średniowieczna poezja polskich żaków) w 1973 r., a przetłumaczył na język polski Zygmunt Kubiak.